# Robert Shaw
Robert Shaw (født 9. august 1927, død 28. august 1978) var en engelsk skuespiller. Han er mest kendt for sine roller i Dødens gab, From Russia with Love og i Sidste stik.
Han døde af et pludseligt hjerteanfald.

## Eksterne links
- Wikimedia Commons har flere filer relateret til Robert Shaw
- Robert Shaw på Internet Movie Database (engelsk)
- Robert Shaw på Filmdatabasen
- Robert Shaw på Scope
- Robert Shaw på Svensk Filmdatabas (svensk)
- Robert Shaw på AlloCiné (fransk)
- Robert Shaw på AllMovie (engelsk)
- Robert Shaw på Turner Classic Movies (engelsk)
- Robert Shaw på Rotten Tomatoes (engelsk)
- Robert Shaw på The Movie Database (engelsk)
- Robert Shaw på Internet Broadway Database (engelsk)